# Chailloué (comuna delegada)
Chailloué era una comuna francesa situada en el departamento de Orne, en la región de Normandía, que el 1 de enero de 2016 pasó a ser una comuna delegada de la comuna nueva de Chailloué al fusionarse con las comunas de Marmouillé y Neuville-près-Sées.

## Demografía
| Gráfica de evolución demográfica de Chailloué entre 1800 y 2021 |
|                                                                 |

Los datos demográficos contemplados en este gráfico de la comuna de Chailloué se han cogido de 1800 a 1999 de la página francesa EHESS/Cassini, y los demás datos de la página del INSEE.